# Рапполово (Ломоносовский район)
Ра́пполово (фин. Rappula) — деревня в  Аннинском городском поселении Ломоносовского района Ленинградской области.

## История
Деревня являлась вотчиной великого князя Константина Павловича, из которой в 1806—1807 годах были выставлены ратники Императорского батальона милиции.
На «Топографической карте окрестностей Санкт-Петербурга» Военно-топографического депо Главного штаба 1817 года она упоминается как деревня Рапполово, состоящая из 8 крестьянских дворов.
На карте Санкт-Петербургской губернии Ф. Ф. Шуберта 1834 года также обозначена как деревня Рапполово.

РАПОЛОВА — деревня принадлежит государю великому князю Константину Николаевичу, число жителей по ревизии: 16 м. п., 24 ж. п. (1838 год)

В пояснительном тексте к этнографической карте Санкт-Петербургской губернии П. И. Кёппена 1849 года она записана как деревня Rappula (Раполова) и указано количество её жителей на 1848 год: эвремейсов — 14 м. п., 16 ж. п., всего 30 человек.

РАПУЛОВА — деревня Красносельской удельной конторы Шунгоровского приказа, по просёлочной дороге, число дворов — 5, число душ — 12 м. п. (1856 год)

Согласно «Топографической карте частей Санкт-Петербургской и Выборгской губерний» в 1860 году деревня называлась Раппулово и насчитывала 13 крестьянских дворов.

РАПУЛОВО — деревня Павловского городского правления при колодце, число дворов — 5, число жителей: 14 м. п., 16 ж. п.. (1862 год)

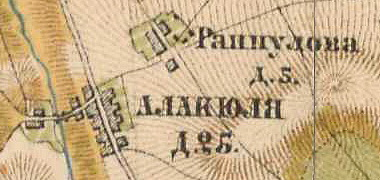
Деревня Рапполово на карте 1885 года

В 1885 году деревня называлась Раппулова и насчитывала 5 дворов.
В конце XIX века деревня входила в состав Константиновской волости 1-го стана Петергофского уезда Санкт-Петербургской губернии, в начале XX века — 2-го стана. По приходским данным население деревни было исключительно финским.
К 1913 году количество дворов в деревне Раппулово уменьшилось до 5.
Согласно данным переписи населения СССР 1926 года в деревне Раппулово Чухонско-Высоцкого сельсовета Ропшинской волости Троцкого уезда проживали 32 человека — все финны.

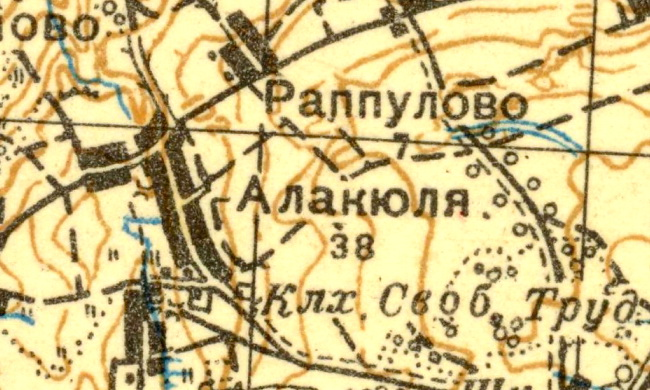
Деревня Рапполово на карте 1931 года

Согласно топографической карте 1931 года деревня называлась Раппулово и насчитывала 7 дворов.
По данным 1933 года деревня называлась Роппула и входила в состав Финновысоцкого финского национального сельсовета Ленинградского Пригородного района.
По данным 1966 года деревня Рапполово входила в состав Шунгоровского сельсовета.
По данным 1973 и 1990 годов деревня Рапполово входила в состав Аннинского сельсовета.
В 1997 году в деревне Рапполово Аннинской волости проживали 2 человека, в 2002 году постоянного населения не было, в 2007 году — вновь 2 человека.

## География
Деревня расположена в восточной части района, к юго-востоку от посёлка Аннино и к северу от деревни Яльгелево.
Близ деревни проходят автодороги 41К-140 (Стрельна — Яльгелево) и 41К-015 (Анташи — Красное Село). Расстояние до посёлка Аннино — 12 км.
Расстояние до ближайшей железнодорожной станции Красное Село — 10 км.

## Демография
| 1862 | 2002 | 2007 | 2010 | 2017 |
| ---- | ---- | ---- | ---- | ---- |
| 30   | ↘0   | ↗2   | →2   | ↘0   |